# Trịnh Hoàn công
Trịnh Hoàn công (chữ Hán: 鄭桓公; trị vì: 806 TCN–771 TCN), tên thật là Cơ Hữu (姬友), là vị vua đầu tiên của nước Trịnh – chư hầu nhà Chu trong lịch sử Trung Quốc.
Trịnh Hoàn công là con nhỏ của Chu Lệ Vương – vua thứ 10 nhà Chu và em cùng mẹ của Chu Tuyên Vương. Năm 827 TCN, anh ông là Cơ Tĩnh lên ngôi, tức là Chu Tuyên vương. Năm 806 TCN, Chu Tuyên Vương phong ông làm vua chư hầu nước Trịnh Yển, kinh đô đóng tại Hoa huyện.
Vừa làm vua nước Trịnh, Trịnh Hoàn công còn được vua anh Tuyên vương phong làm khanh sĩ nhà Chu, đảm nhận công việc trong triều đình.

## Di dời lãnh thổ
Do sự bất ổn trong thời kỳ trị vì của Chu U Vương, Trịnh Hoàn Công tới bày tỏ nguyện vọng của mình với Thái Sử Bá (太史伯) rằng ông muốn di dời lãnh thổ của mình về phía tây hoặc lưu vực sông Trường Giang. Thái Sử Bá nói rằng khó mà giữ vững được lãnh thổ nếu lập quốc ở phía Tây vì những người ở phía Tây vốn là những kẻ tham lam và thủ đoạn, và việc lập quốc ở lưu vực sông Trường Giang thì không có lợi lắm vì nước Sở ở phương Nam đang dần mở rộng lãnh thổ. Cuối cùng, Trịnh Hoàn Công nghe theo lời khuyên của Thái Sử Bá và dời đô đến phía đông của Lạc Dương, phía nam sông Hoàng Hà và Tế Thủy (濟水) và đặt tên cho nó là Tân Trịnh (新鄭).
Sau khi dời đô, những nước lân cận như nước Cối (鄶) và Đông Quắc tặng 10 thành cho Trịnh Hoàn Công và chúng đều được sát nhập vào lãnh thổ của nước Trịnh.

## Bảo vệ Chu U Vương
Đến thời Chu U Vương, vua nhà Chu mê mỹ nhân Bao Tự, phế bỏ Thân hậu và thái tử Nghi Cữu, lập Bao Tự làm hậu và con Bao Tự là Bá Phục làm thái tử. Cha Thân hậu gọi quân Khuyển, Nhung vào đánh Cảo Kinh, giết chết Chu U vương. Trịnh Hoàn công theo bên cạnh U vương, dù chiến đấu rất anh dũng nhưng ông cũng bị quân Khuyển Nhung sát hại.
Trịnh Hoàn công ở ngôi được 36 năm. Người nước Trịnh lập con ông là Cơ Quật Đột lên nối ngôi, tức là Trịnh Vũ công.